# Termas de Zeuxipo

Mapa da Constantinopla bizantina

As Termas de Zeuxipo foram banhos públicos populares na cidade de Constantinopla, a capital do Império Bizantino. Elas foram construídas entre 100 e 200, destruídas na Revolta de Nica em 532 e reconstruídas vários anos depois. Foram assim chamadas pois foram construídas sobre o sítio onde um templo de Júpiter (Zeus) tinha anteriormente existido. As termas foram famosas principalmente por muitas estátuas que a adornavam, e as figuras famosas que elas representavam.

## Descrição
As termas originais foram fundadas e construídas por Sétimo Severo (r. 193–211), e decoradas sob Constantino (r. 306–337). Eram adornados com numerosos mosaicos e mais de 80 estátuas, a maioria de figuras históricas, como Homero, Hesíodo, Platão, Aristóteles, Júlio César, Demóstenes, Ésquines e Virgílio, bem como de figuras de deuses e heróis mitológicos. Estas estátuas foram retiradas de vários locais do mundo, incluindo regiões tais como Roma, Grécia e Ásia Menor. As termas seguiram uma tendência da arquitetura do período; lugares como o palácio do senado, os fóruns da cidade, e o Palácio de Lauso foram todos adornados com estátuas similares, de heróis (mitológicos ou não), figuras históricas e pessoas poderosas, tornando-se parte de uma forma contemporânea de arquitetura artística.
A popularidade das termas de Zeuxipo era muito grande entre os cidadãos, apesar do grande número de termas que estavam disponíveis para acesso público naquele tempo em Constantinopla e, portanto, existia grande concorrência naquela área comercial. Com uma taxa relativamente pequena, a entrada poderia ser adquirida por qualquer pessoa. Enquanto a área era, obviamente, usada principalmente para banhos públicos, os frequentadores podiam desfrutar de uma variedade de atividades recreativas. Funcionários eram pagos para supervisionar essas atividades, e os acontecimentos do complexo, fazendo cumprir a abertura, fechamento e as regras de conduta. Homens e mulheres não tinham permissão para tomar banhos juntos; faziam-no em banhos separados ou em diferentes momentos do dia. Clérigos e monges também frequentavam os banhos, apesar da insistência de seus superiores de que os banhos eram lugares de comportamento ímpio.

## Localização

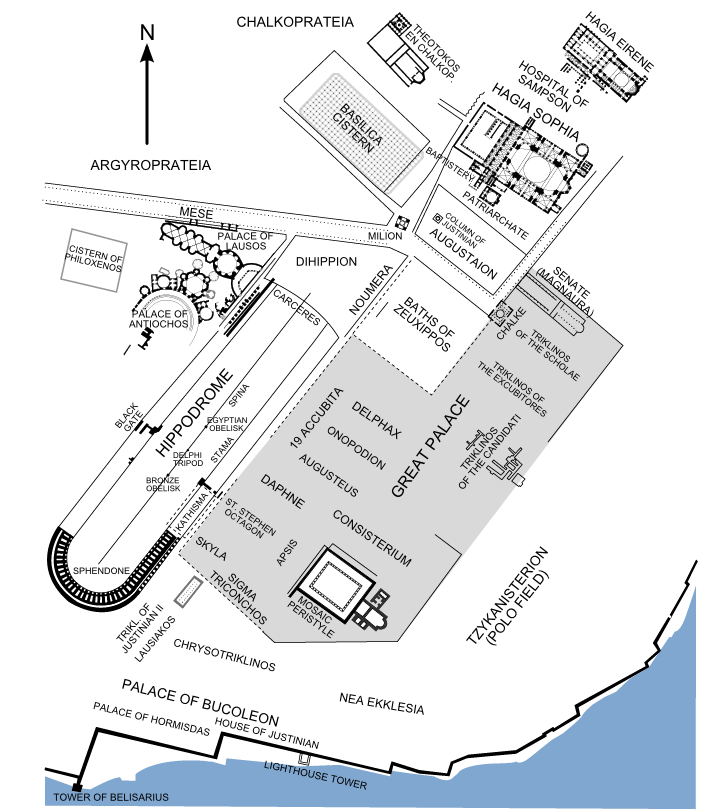
Mapa do complexo do Grande Palácio de Constantinopla; segundo este mapa, as Termas de Zeuxipo ocupavam o que é atualmente o jardim entre a Basílica de Santa Sofia e a Mesquita Azul

No século XII o estudioso João Zonaras conta como Severo conectou as termas ao hipódromo e, ao fazê-lo, construiu-o sobre um templo de Júpiter. No entanto, Leôncio, que era mais preciso em seus escritos (que são anteriores aos de Zonaras), afirmou que as termas não eram ligadas ao hipódromo, mas simplesmente próximas a ele:

Entre as refrescantes e revigorantes termas de Zeuxipo,

E o famoso hipódromo de corridas eu estou.

Deixe o espectador, onde ele se banha

Ou vê o cavalo lutando ofegante

Pague uma agradável visita, para melhorar seus prazeres;

Ele encontrará uma calorosa recepção à minha mesa

Ou se os esportes mais viris sua mente afetam,

Pratique as diversões rudes do estádio.

Além disso, as termas de Zeuxipo eram também próximas (mais provavelmente adjacentes) aos jardins do Grande Palácio. A praça do Augusteu e Santa Sofia eram também próximos das termas.

## Destruição e uso posterior

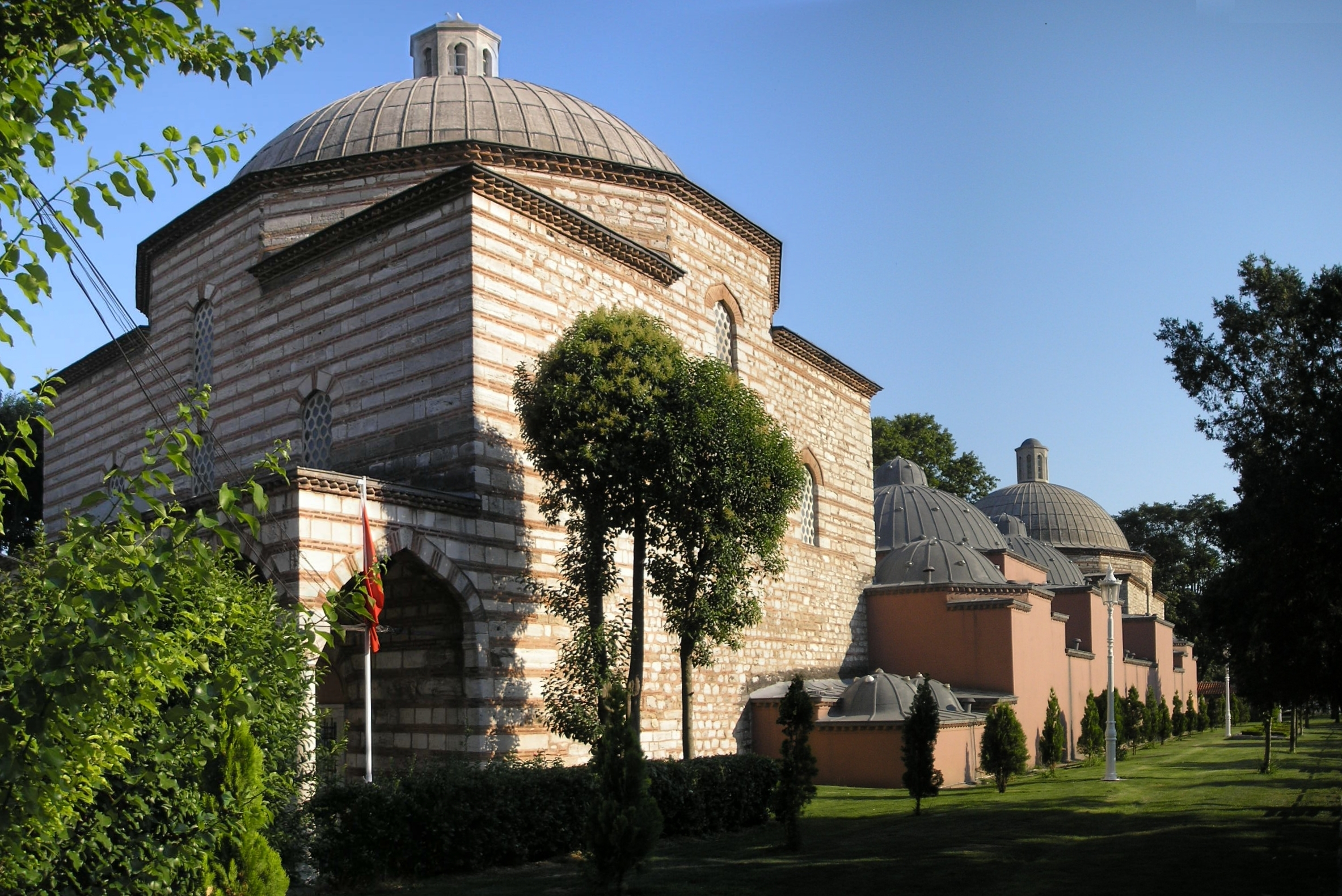
Banhos de Roxelana

Como resultado da Revolta de Nica de 532, que constituiu o pior levante que Constantinopla tinha visto na época, e que deixou metade da cidade em ruínas e milhares de pessoas mortas, as termas originais foram destruídas por um incêndio. Embora Justiniano I (r. 527–565) tenha tomado medidas para reconstruir as termas, ele não poderia recriar ou restaurar as estátuas ou as antiguidades que foram perdidas em 532. No início do século VII, durante o conturbado reinado do imperador Focas, a prática de banhos públicos, antes um luxo comum, passou a ser rara e infrequente, tendo à época muitas instalações públicas sido convertidas em locais para fins militares. São atestadas pela última vez como locais de banho em 713, quando o edifício foi convertido para outros fins: parte dele tornou-se a famosa prisão de Numera, enquanto a outra parte parece ter sido usada como uma oficina de seda.
Quase 1000 anos depois, em 1556, o arquiteto otomano Mimar Sinan construiu os banhos de Roxelana (em turco: Haseki Hürrem Sultan Hamamı) sobre as fundações das antigas termas. Mais tarde, em 1927-1928, escavações foram realizadas no local, e muitas relíquias históricas foram recuperadas, como peças de cerâmica, algumas delas vitrificadas, dando uma visão única para os projetos arquitetônicos e os interesses sociais do povo e cultura de Constantinopla na época. Entre os achados no sítio estavam duas estátuas que foram inscritas com as palavras Hécuba e Ésquines em suas bases, dando origem à teoria de como Cristodoro de Copto efetivamente escreveu seis epigramas sobre as muitas estátuas das termas, dando mais plausibilidade para os escritos de Zonaras e Leôncio.

## Literatura inspirada
Cristodoro de Copto, um poeta egípcio e escritor escreveu um hexâmetro longo (416 linhas) de poesia inspirado pela glória das estátuas alojadas dentro dos salões das termas de Zeuxipo. Este poema, na verdade, consistia de um número de pequenos epigramas (seis no total), cada um focado em uma estátua ou um pequeno grupo delas dentro das termas, combinados para formar um trabalho. Embora tenha sido sugerido que os epigramas de Cristodoro de Copto poderiam, na realidade, ter sido inscritos nas bases das estátuas, isto é improvável por causa de sua utilização de écfrase, e a presença do tempo passado no texto.